# جيلوان حمد
جيلوان حمد (مواليد 6 نوفمبر 1990) لاعب كرة قدم عراقي-سويدي.

## إحصائيات
آخر تحديث 10 تشرين الأول 2019.
| منتخب العراق | منتخب العراق | منتخب العراق | منتخب العراق |
| السنة        | المباريات    | الأهداف      |              |
| ------------ | ------------ | ------------ | ------------ |
| 2019         | 1            | 0            |              |
| المجموع      | 1            | 0            |              |

## روابط خارجية
- جيلوان حمد على موقع اتحاد السويد (السويدية)
- جيلوان حمد على موقع دوري كوريا الجنوبية (الإنجليزية)
- جيلوان حمد على موقع قاعدة بيانات كرة القدم.إي يو (الإنجليزية)
- جيلوان حمد على موقع ناشيونال فوتبول تيمز (الإنجليزية)
- جيلوان حمد على موقع Soccerway.com (الإنجليزية)
- جيلوان حمد على موقع عالم كرة القدم.نت (الإنجليزية)
- جيلوان حمد على موقع AS.com (الإسبانية)